# Joel Ayala Almeida
Joel Ayala Almeida (San Luis Río Colorado, Sonora, 20 de diciembre de 1946-Ciudad de México, 27 de enero de 2025) fue un economista, líder sindical y político mexicano, antiguo miembro del Partido Revolucionario Institucional, fue secretario general de la Federación de Sindicatos de Trabajadores al Servicio del Estado (FSTSE).

## Biografía
Fue licenciado en Economía egresado de la Universidad Nacional Autónoma de México, ha desarrollado toda su carrera política dentro del sindicalismo mexicano, principalmente dentro del Sindicato Nacional de Trabajadores de la Secretaría de Salud en el que ocupó diversas Secretarías y fue su Secretario General de 1995 a 1998, y en 1998 fue elegido Líder de la FSTSE.
Ha sido diputado federal por el PRI en tres ocasiones no consecutivas, en la LI Legislatura de 1979 a 1982 por el XIII Distrito Electoral Federal del Distrito Federal, la LVII Legislatura de 1997 a 2000, y la LX Legislatura, de 2006 a 2009 por Representación proporcional. Asimismo, también fue Senador en un periodo abarcando desde la LVIII Legislatura, a la LIX Legislatura, de 2000 a 2006. Fue, de nueva cuenta Senador por Representación proporcional, en la LXII Legislatura. Su suplente fue Alfredo Villegas Arreola.
Otras actividades incluyen:
- Secretario de la Comisión de Defensa Nacional
- Secretario de la Comisión de Vivienda
- Integrante de la Comisión de Seguridad Social
- Integrante de la Comisión de Distrito Federal

Falleció en la Ciudad de México el 27 de enero de 2025.